# Werner Weber
Werner Weber (ur. 13 listopada 1919 w Huttwil w kantonie Berno, zm. 1 grudnia 2005 w Zurychu) – literaturoznawca szwajcarski, dziennikarz, profesor Uniwersytetu w Zurychu.
Studiował teorię sztuki i filologię niemiecką na uniwersytecie w Zurychu, w 1945 obronił pracę doktorską Die Terminologie des Weinbaus in der Nordostschweiz und im Bündner Rheintal. Pracował następnie jako nauczyciel w gimnazjum w Winterthur. Od 1946 był felietonistą „Neue Zürcher Zeitung”, w latach 1951–1973 szefem działu w tym piśmie. W swoich publikacjach na łamach „Neue Zürcher Zeitung” promował młodych szwajcarskich literatów – Friedricha Dürrenmatta, Maxa Frischa, Hermanna Burgera, Adolfa Muschga.
W latach 1973–1987 był profesorem teorii literatury na uniwersytecie w Zurychu. Opublikował wiele prac na temat poezji, był również krytykiem sztuki. W 1988 otrzymał Nagrodę Szwajcarskich Księgarzy. Ponadto został wyróżniony Nagrodą Conrada Ferdinanda Meyera (1956), Nagrodą Johanna Heinricha Mercka za krytykę literacką (1967), Nagrodą Goethego (1980), Medalem Johanna Jakoba Bodmera (1989).
Zmarł w wieku 86 lat po krótkiej chorobie w grudniu 2005.